# Achille Philip
Achille Philip (* 12. Oktober 1878 in Arles; † November 1959 in Béziers) war ein französischer Organist und Komponist.
Philip studierte am Conservatoire de Paris, wo er Preise in den Fächern Kontrapunkt und Fuge und 1908 den Prix Trémont erhielt. Von 1904 bis 1950 war er Professor für Harmonielehre an der Schola Cantorum, danach Direktor des Konservatoriums von Saint-Germain-en-Laye.
Der Orgelschüler von Alexandre Guilmant war von 1903 bis 1950 Organist an der Abteikirche Val-de-Grâce, wo er jährlich Bachs Johannes- und Matthäuspassion und Mozarts Requiem aufführte. Daneben hatte er Organistenstellen an Saint-Jacques-du-Haut-Pas (1913), am Hôpital Militaire von Val-de-Grâce (bis 1950), an Saint-Léon, Saint-Francois-Xavier und ab 1951 an Saint-Aphrodise in Béziers inne. Er komponierte vorrangig Orgelwerke.

## Werke
- Prélude et Fugue (1902)
- Adagio et Fugue (1904)
- Lied (1911)
- Toccata et Fugue Orgue (1911)
- Variations sur le Noël „Il est né le petit enfant“
- Pièce en si mineur (1911)
- Cinq Petites Pièces Faciles sur des Noëls Provençaux
- Postlude: Carillons